# Monodontus
Monodontus ist eine Gattung der Hakenwürmer mit acht Arten. Die Vertreter kommen in Afrika und Amerika vor und sind Parasiten bei Nagetieren, Wiederkäuern, Giraffen und Nabelschweinen.

## Merkmale
Die Gattungsbestimmung erfolgt anhand der Begattungstasche der Männchen. Der Dorsallappen der Bursa copulatrix ist größer als die Seitenlappen, die Rippen sind asymmetrisch.

## Systematik
Bunostomum wird von Hodda (2022) in die Tribus Bunostomini und die Untertribus Bunostominii eingeordnet. Die Tribus Bunostomini war von Arthur Looss 1911 zur Unterfamilie Bunostominae erhoben worden, nach der neueren Systematik sind sie wieder als Tribus in die Hakenwürmer (Ancylostomatinae) integriert. Zur Gattung gehören folgende Arten:
- Monodontus aguiari Travassos, 1937
- Monodontus alatus (Bambroo, 1971)
- Monodontus bainae Kalia & Gupta, 1983
- Monodontus giraffae (Yorke & Maplestone, 1926)
- Monodontus louisianensis Chitwood & Jordan, 1965
- Monodontus nefastus Travassos, 1937
- Monodontus okapiae (Van Den-Berghe, 1937)
- Monodontus rarus Travassos, 1929
- Monodontus semicircularis Molin, 1861